# Eulophus mortuorum
Eulophus mortuorum is een vliesvleugelig insect uit de familie Eulophidae. De wetenschappelijke naam is voor het eerst geldig gepubliceerd in 1792 door Rossi.